# Hacha danesa

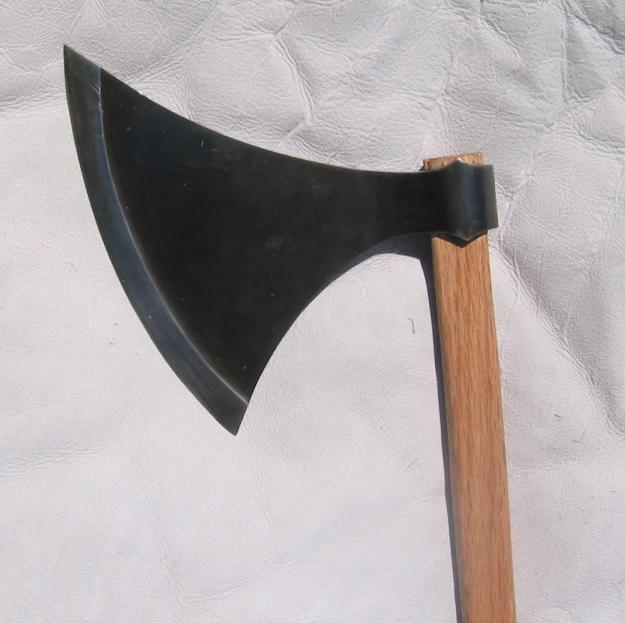
Réplica de cabezal de hacha danesa, Tipo Petersen L o M, basada en un original de la Torre de Londres.

El hacha danesa o vikinga es un hacha larga de hoja grande y ancha, pero delgada, blandida a dos manos, y cuya asta podía alcanzar la altura de un hombre. Hecha de hierro duro, esta hacha fue temida en la antigüedad tanto por sus virtudes como por quienes las usaban: los pueblos nórdicos vikingos.

## Orígenes
El hacha larga danesa fue en origen una herramienta de leñador que, dada la popularidad de uso en los pueblos del norte de Europa, terminó empleándose para fines militares, con diversas variaciones morfológicas para hacerla más apta para su uso bélico.

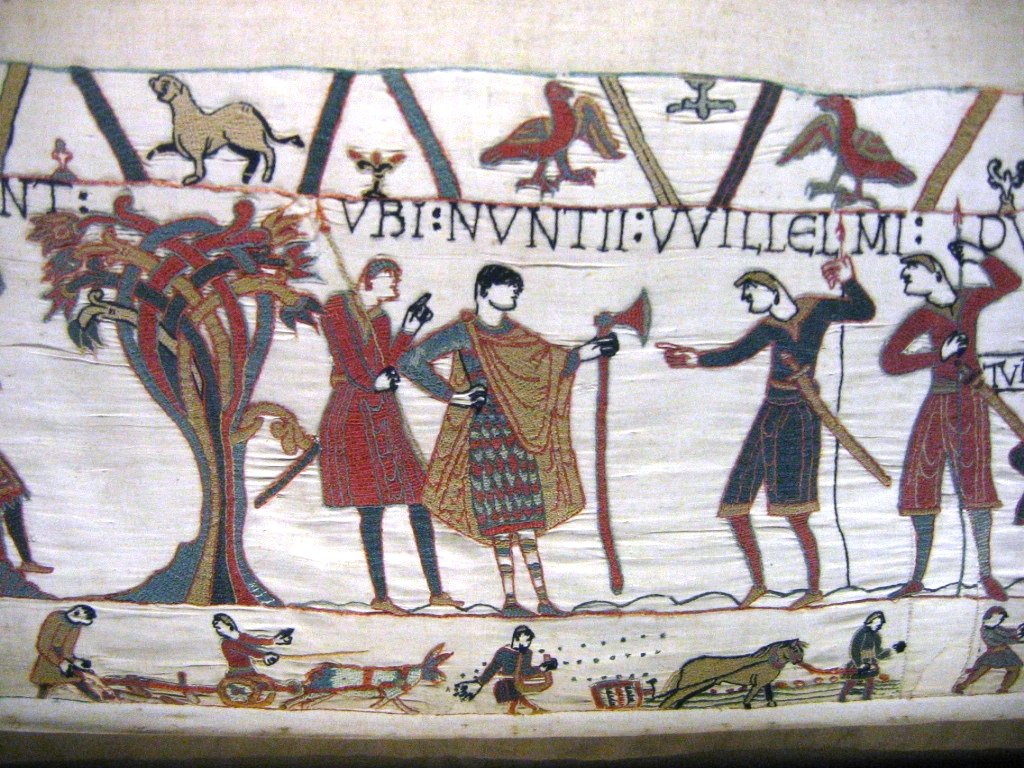
El hacha danesa en el Tapiz de Bayeux

Así, como se puede ver en descripciones y en arte antiguo, sobre todo en fuentes tan importantes como el Tapiz de Bayeux, las hachas largas "danesas", que fueron empleadas tanto por vikingos como por sajones -y más pueblos-, eran armas desarrolladas específicamente para la guerra, pues eran más ligeras en su "cabeza" (poll, en inglés antiguo), con un asta mucho más larga, y de mejores materiales que las herramientas típicas de talar.
La leyenda de esta hacha la iniciaron los huscarles (guerreros o guardias de élite de los reyes escandinavos) y las famosísimas y terroríficas incursiones de los vikingos por toda la Europa medieval.

## El hacha danesa en la historia
El hacha danesa fue una de las armas que más calaron en la historia del mundo medieval por el "terror" que los pueblos nórdicos provocaron a los reinos europeos en sus históricas incursiones y saqueos. Esta arma, grande y poderosa, fue en manos de una tropa de infantería, como la de los pueblos del norte de Europa, un arma formidable. Sus dueños asaltaron y saquearon por doquier muchos territorios (p. ej. Inglaterra y Francia), en cuyos campos de batalla -donde no encontraban la oposición de tropas de caballería o arqueros numerosos o bien pertrechados- tenían ventaja táctica o moral. Su leyenda fue mayor que la de todas las demás armas de la época, pues su fama de "hacedora de huérfanos" perduró mucho tiempo por su eficacia y también por la "fuerza" de quienes las blandían, dejando "huella" en la historia.
Este tipo de hachas se popularizó llegado el siglo XIII, pero pronto perdería su fama por el cambiante devenir de las armas defensivas y las tácticas y composición de los ejércitos medievales.

## Morfología
Las hachas danesas se caracterizaban por ser armas muy largas, de 120 cm a 180 cm de asta y cuya hoja, delgada y recia, y de más afilado filo, llegaba a ser tan ancha -que no gruesa- como un codo o codo y medio. Sin embargo, los ejemplares artísticos y la mayoría de los restos arqueológicos nos dicen que tenían cuchillas de unos 30 cm, no más.